# سیارک ۱۱۷۶۶
سیارک ۱۱۷۶۶ (به انگلیسی: 11766 Fredseares، نامگذاری:9073P-L) یازده هزار و هفتصد و شصت و ششمین سیارک کشف شده‌است که در ۱۷ اکتبر ۱۹۶۰ کشف شد.